# Lydella parasitica
Lydella parasitica là một loài ruồi trong họ Tachinidae.